# Terremoto de Guyuan del Norte de 1622
El terremoto de Guyuan del Norte de 1622 golpeó a Ningxia, China, el 25 de octubre de 1622 con una magnitud de 7,0 y una intensidad Mercalli máxima de X. Fue el único gran terremoto registrado en el oeste de China durante 148 años, entre 1561 y 1709. El terremoto ocurrió en el "rastrillo de la falla Zhongwei-Tongxin", con una profundidad sismogénica media de unos 15 kilómetros.